# 大日向雅美

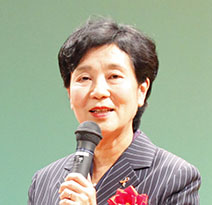
2012年11月

大日向 雅美（おおひなた まさみ、1950年9月30日 - ）は、日本の心理学者。恵泉女学園大学学長・人間社会学部人間環境学科教授。専門は発達心理学（家族・親子関係）、ジェンダー論。

## 経歴
神奈川県出身。カリタス女子中学校・高等学校卒業。1973年にお茶の水女子大学文教育学部を卒業。同大学大学院人文科学研究科修士課程を経て、1983年に東京都立大学大学院人文科学研究科博士課程満期退学。1985年、お茶の水大学より学術博士の学位を取得。1995年〜1996年、オックスフォード大学客員研究員。1997年〜1999年、東京都知事（青島幸男）参与。1989年より恵泉女学園大学に勤務し、2013年、人間社会学部社会園芸学科教授に就任。2016年4月1日より同校学長。
少子化対策や子育て支援を中心に、文部科学省や厚生労働省、内閣府の主催する懇談会で委員や座長を務めた。2012年11月、社会保障制度改革国民会議委員。平成28年度男女共同参画社会づくり功労者内閣総理大臣表彰受賞。2019年、第70回NHK放送文化賞受賞。現在、NPO法人あい・ぽーとステーション代表理事であり、港区の子育てひろば「あい・ぽーと」の施設長を務める。日本心理学会、日本発達心理学会、日本小児保健協会に所属。読売新聞の人生案内の回答者の一人を務める。

## 人物
- 発達心理学が専門であり、著書や講演では主に子育てや少子化問題について論じている。1970年代のコインロッカーベビー事件を契機に、母親の育児不安や育児ストレスについて研究を始めた[7]。母親は慈愛に満ちているという母性観を幻想と指摘し[7]、家族や地域で子育てをする必要性を主張している[7]。
- 「子供が三歳になるまでは母親が育児に専念すべき」という三歳児神話を問題視し[8]、乳幼児期の育児を母親一人で担うという考え方は、「大正期の資本主義の勃興期にルーツがあり、都市型の労働力を確保するための社会的・経済的要請に基づく性別役割分業体制を支えるイデオロギーであったにすぎない」と指摘した[8]。一方で、母親が子どもを愛する大切さや幼少期のふれあいはむしろ重視しており、その実現のために共働き家庭への子育て支援の必要性を主張している。
- アニメのサザエさん『サザエさん、パートに出る』の回で、働きに出たサザエさんが、最後家族のために仕事を辞めるという筋立に疑問を抱いたという。（参考：『メディアにひそむ母性愛神話』〜「サザエさんのつらい思い出」）
- 娘が二人おり、一人は大学教員[9]。

## 主な著書
- （共著）『人間発達の心理学』（サイエンス社） ISBN 478190579X
- 『母性の研究--その形成と変容の過程:伝統的母性観への反証』（川島書店） ISBN 4761003839
- 『子育てがいやになるときつらいとき--悩んでいるのはみんな同じ』（主婦の友社） ISBN 4079398468
- 『子育てと出会うとき』（NHKブックス） ISBN 4140018526
- 『母性愛神話の罠』（日本評論社） ISBN 4535561567
- 『子育てママのSOS--育児をしなくとも「父」という「夫」にわかって欲しい』（法研） ISBN 4879543586
- 『子育てがつらくなったとき読む本--悩めるママとの対話から』（PHP） ISBN 4569614698
- 『母性愛神話とのたたかい』（草土文化） ISBN 4794508492
- 『メディアにひそむ母性愛神話』（草土文化） ISBN 4794508700
- 『「子育て支援が親をダメにする」なんて言わせない』（岩波書店）ISBN 4000228501
- 『おひさまのようなママでいて』（幻冬舎）ISBN 4344028082

### 翻訳
- ダイアン・E・アイヤー（大日向史子と共訳）『母性愛神話のまぼろし』（大修館書店） ISBN 4469264326